# 一様空間
一様空間（いちようくうかん、英: uniform space）とは、一様構造という構造を備えた集合である。一様構造は擬距離構造と位相構造の中間の強さを持ち、位相構造だけでは定義できないコーシー列、完備性、一様連続性、一様有界性、全有界性などが定義できる。
また擬距離空間のみならず位相群（とくに位相ベクトル空間）に関しても自然な一様構造が定まる事が知られている為、一様空間の概念は関数解析学において有益である。
位相空間との違いは、位相空間が収束性、すなわち点に「近づく」事を定義可能な概念であるのに対し、一様空間ではある点が別の点に「近い」事が定義できる。しかしこの「近さ」は擬距離構造のように実数値で全順序づけされておらず、近縁と呼ばれる部分集合に属するかどうかで判断する半順序的なものである。

## 定義と基本的な性質
一様空間は、集合Xと、一様構造と呼ばれるX×Xの部分集合の族{\displaystyle {\mathcal {U}}}の組として定義される。{\displaystyle {\mathcal {U}}}の元Uは近縁と呼ばれ、直観的には(x, y) ∈ Uとなる事はxとyが（Uに入る程度には）「近い」事を意味する。例えば擬距離空間の場合には2点間の距離がε以下になるX×Xの部分集合Uεを
{\displaystyle U_{\varepsilon }=\{(x,y)\in X\times X:d(x,y)<\varepsilon \}}
と定義し、
{\displaystyle \exists \varepsilon >0~:~U_{\varepsilon }\subset U}
を満たすU ⊂ X×Xを近縁とみなす事で自然に一様空間とみなせる事が知られている（詳細後述）。

### 一様空間の定義
一様空間やそれに関係する概念を定義するために、まず記号を定義する。
記号の定義 ― Xを集合とし、U, V ⊂ X×Xを任意の部分集合とし、さらにa ∈ Xを任意の元とするとき、以下のように記号を定義する：
- {\displaystyle U^{-1}:=\{(y,x)\in X\times X\mid (x,y)\in U\}}
- {\displaystyle U\circ V:=\{(x,z)\in X\times X\mid \exists y\in X(x,y)\in U,(y,z)\in V\}}
- {\displaystyle U[a]:=\{y\in X\mid (a,y)\in U\}}

一様空間は厳密には、近縁全体の集合{\displaystyle {\mathcal {U}}}が下記の抽象的な公理を満たす事をもって定義される。前述した擬距離空間における近縁が下記の公理を満たす事を容易に確かめられる：
定義 (一様空間) ― Xを集合とし、{\displaystyle {\mathcal {U}}\neq \emptyset }をX×Xの部分集合の族とする。{\displaystyle {\mathcal {U}}}が以下の性質を満たすとき、組{\displaystyle (X,{\mathcal {U}})}を、{\displaystyle {\mathcal {U}}}を一様構造（英: uniformity）
とする一様空間（英: uniform space）といい、{\displaystyle {\mathcal {U}}}の元を近縁（英: entourage、英: vicinity）という：
1. 任意のx ∈ Xと任意の近縁Uに対し、(x, x) ∈ Uである。
2. Uが近縁なら、V ⊃ Uとなる任意のV ⊂ X×Xは近縁である。
3. U、Vが近縁なら、U ∩ Vも近縁である。
4. 任意の近縁Uには{\displaystyle V\circ V\subset U}となる近縁Vが存在する。
5. Uが近縁なら、U-1も近縁である。

一様構造を一般化した概念として以下のものがある：
- {\displaystyle {\mathcal {U}}}が条件2,3以外の3つを満たすとき、{\displaystyle {\mathcal {U}}}を前一様構造[訳語疑問点]（英: preuniformity[6]）という。
- 条件5以外の4つを満たすとき、{\displaystyle {\mathcal {U}}}は準一様構造[訳語疑問点]（英: quasi-uniformity[7][8][9]） であるという。

条件2,3は{\displaystyle {\mathcal {U}}}がフィルターである事を要求している。前述した擬距離空間における例では
{\displaystyle \{U_{\varepsilon }\mid \varepsilon >0\}}
が前一様構造になっている事を容易に確かめられる。
一方、準一様構造は一様構造の別の側面から一般化しており、擬距離から近縁を定義すれば一様構造が定まるのに対し、準擬距離（英: quasi-pseudometric）から近縁を定義すれば準一様構造が定まる。

### 一様構造から定まる位相
距離構造が定める位相の定義を自然な一般化する事で、一様構造が定める位相を定義できる：
定義 ― 
一様空間{\displaystyle (X,{\mathcal {U}})}に対し、下記の性質を満たす集合V ⊂ Xを開集合とみなす位相を定める事ができるこれを一様構造{\displaystyle {\mathcal {U}}}がXに定める位相(英: topology of unifomity {\displaystyle {\mathcal {U}}})もしくは一様位相（英: uniform topology）という：
{\displaystyle \forall x\in V\exists U\in {\mathcal {U}}~:~U[x]\subset V}

#### 位相空間の一様化可能性
上で一様空間には必ず位相構造が入る事を見たが、逆に位相空間上にそれと両立する一様構造が入る条件は以下のとおりである：
定理 (位相空間の一様化可能性) ― 位相空間{\displaystyle (X,{\mathcal {O}})}に対し、以下は同値である：
- X上の一様構造{\displaystyle {\mathcal {U}}}が存在し、{\displaystyle {\mathcal {O}}}は{\displaystyle {\mathcal {U}}}が定める一様構造と一致する
- {\displaystyle (X,{\mathcal {O}})}は完全正則空間（詳細下記）である。

ここで位相空間の完全正則性は分離公理の一つであり、以下のように定義づけられる：
定理 (完全正則性) ― 位相空間{\displaystyle (X,{\mathcal {O}})}が完全正則であるとは、任意の点z ∈ Xとzを含まない任意の閉集合F ⊂ Xに対し、連続関数{\displaystyle \varphi ~:~X\to [0,1]}で、
{\displaystyle \varphi (x)={\begin{cases}1&{\text{if }}x=z\\0&{\text{if }}x\in F\end{cases}}}
を満たすものが存在する事をいう。
完全正則でない位相空間は一様化可能ではないが、「準一様化」は可能である。なお下記の定理において「準一様構造の定める位相」は「一様構造が定める位相」と同様に定義する。
定理 (任意の位相空間は準一様化可能) ― 任意の位相空間{\displaystyle (X,{\mathcal {O}})}に対し、Xの準一様構造{\displaystyle {\mathcal {Q}}}で{\displaystyle {\mathcal {Q}}}が定める位相が{\displaystyle {\mathcal {O}}}に一致するものが必ず存在する。

### 一様連続性、一様同型
一様空間では一様連続性が定義可能である：
定義 (一様連続性) ― {\displaystyle (X,{\mathcal {U}})}、{\displaystyle (Y,{\mathcal {V}})}を一様空間とする。このとき写像
{\displaystyle f~:~X\to Y}
が一様連続（英: uniformly continuous）であるとは、任意の{\displaystyle V\in {\mathcal {V}}}に対し、
{\displaystyle \{(x_{1},x_{2})\in X\times X\mid (f(x_{1}),f(x_{2}))\in V\}\in {\mathcal {U}}}
が成立する事を言う。
fが一様連続な全単射で、しかもf-1も一様連続なとき、fを一様同型写像(英: uniformly isomorphism)といい、XとYは一様同型（英: uniformly equivalent）であるという。
後述するように、擬距離から定まる一様構造の場合は、上記の概念は擬距離空間における一様連続性の概念と一致する。

一様連続な関数は必ず連続である：
定理 (一様連続なら連続) ― 一様空間{\displaystyle (X,{\mathcal {U}})}から一様空間{\displaystyle (Y,{\mathcal {V}})}への写像{\displaystyle f~:~X\to Y}が一様連続なら、一様構造{\displaystyle {\mathcal {U}}}、{\displaystyle {\mathcal {V}}}が定める位相によりX、Yを位相空間とみなしたとき{\displaystyle f~:~X\to Y}は連続である。

### 一様空間の生成
一様空間の具体例を出す前準備として、本節では一様空間の生成の概念とそれに関連する概念を定義する。これらの概念は位相空間の場合と同様に定義できる。
定義 ― Xを集合とし{\displaystyle {\mathcal {S}}}をXの部分集合族とする。もし{\displaystyle {\mathcal {S}}}を含む一様構造の中で包含関係に関して最小なもの{\displaystyle {\mathcal {U}}}が存在すれば、{\displaystyle {\mathcal {S}}}が{\displaystyle {\mathcal {U}}}を生成する（英: generate）という。
ここで「最小」とは包含関係を大小関係とみたときの最小を意味する。なお「最小のものが存在すれば」と断っているのは、位相空間の場合とは異なり、Xと{\displaystyle {\mathcal {S}}}の選び方によっては{\displaystyle {\mathcal {S}}\subset {\mathcal {U}}}となる最小の一様構造が存在しない場合があるからである。しかし{\displaystyle {\mathcal {S}}}が前一様構造であればこうした問題は起こらない：
定理 ― {\displaystyle {\mathcal {S}}}が前一様構造であれば、{\displaystyle {\mathcal {S}}}を含む最小の{\displaystyle {\mathcal {U}}}が必ず存在する。具体的には以下の通りである：
{\displaystyle {\mathcal {U}}=\{U\subset X\times X\mid }有限個の{\displaystyle S_{1},\ldots ,S_{n}\subset {\mathcal {S}}}が存在し、{\displaystyle \cap _{i}S_{i}\subset U\}}
前一様構造は以下の定理を満たす：
定理 ― 　
- 集合Xから一様空間{\displaystyle (Y,{\mathcal {U}})}への写像{\displaystyle f~:~X\to Y}に対し、{\displaystyle f_{*}~:~(x_{1},x_{2})\in X^{2}\mapsto (f(x_{1}),f(x_{2}))\in Y^{2}}と定義するとき、{\displaystyle f_{*}{}^{-1}({\mathcal {V}})}は前一様構造である[15][注 4]。さらに{\displaystyle f_{*}{}^{-1}({\mathcal {V}})}を含む最小の一様構造は、fを一様連続にする最小の一様構造と一致する[12]。
- （有限個または無限個）の前一様構造の族{\displaystyle ({\mathcal {S}}_{\lambda })_{\lambda \in \Lambda }}の和集合{\displaystyle \bigcup _{\lambda \in \Lambda }{\mathcal {S}}_{\lambda }}は前一様構造である[14]

以上の事実の系として次が従う：
系 ― Xを集合{\displaystyle (Y,{\mathcal {U}})_{\lambda \in \Lambda }}を一様空間の族とし、各λ∈Λに対し{\displaystyle f_{\lambda }~:~X\to Y_{\lambda }}を写像とする。
このとき全てのλ∈Λに対して{\displaystyle f_{\lambda }}を一様連続とするX上の最小の一様構造が存在する。
上の系の特殊な場合として以下の一様構造を定義できる：
定義 ― 　
- Yを一様空間{\displaystyle (X,{\mathcal {U}})}の部分集合とするとき、包含写像{\displaystyle Y\hookrightarrow X}を一様連続にする最小の一様構造をY上の相対一様構造（英: relative uniformity、英: relativization）という[17]。
- 一様空間の族{\displaystyle (X_{\lambda },{\mathcal {U}}_{\lambda })_{\lambda \in \Lambda }}に対し、これらの（集合としての）直積から各成分への射影{\displaystyle \pi _{\tau }~:~\prod _{\lambda \in \Lambda }X_{\lambda }\to X_{\tau }}を全て一様連続にする最小の一様構造を{\displaystyle \prod _{\lambda \in \Lambda }X_{\lambda }}の直積一様構造（英: product uniformity）という[17]。

### 一様被覆による一様空間の定義

#### 定義
我々は近縁の概念を用いて一様空間を定義したが、被覆という概念を用いても一様空間を特徴づける事ができる。まずこの定義を行うために必要な概念を定義する。
定義 (被覆、細分、星型細分) ― 集合Xの被覆（英: covering）とはXの部分集合の集合{\displaystyle {\mathcal {A}}}で、
{\displaystyle \bigcup _{A\in {\mathcal {A}}}A=X}
を満たすものの事をいう。
さらに{\displaystyle {\mathcal {A}},{\mathcal {B}}}をXの２つの被覆とするとき、{\displaystyle {\mathcal {A}}}が
{\displaystyle {\mathcal {B}}}の細分（英: refinement）であるとは、{\displaystyle {\mathcal {B}}}の任意の元Bに対し、{\displaystyle {\mathcal {A}}}の元Aが存在し、{\displaystyle A\subset B}を満たす事をいう。
{\displaystyle {\mathcal {A}},{\mathcal {B}}}をXの２つの被覆とするとき、
{\displaystyle {\mathcal {A}}}が
{\displaystyle {\mathcal {B}}}の星型細分（英: star refinement）であるとは、{\displaystyle A\in {\mathcal {A}}}に対し、
{\displaystyle \mathrm {St} (A,{\mathcal {A}})=\bigcup _{C\in {\mathcal {A}},A\cap C\neq \emptyset }C}
と定義するとき、任意の{\displaystyle A\in {\mathcal {A}}}に対し、ある{\displaystyle B\in {\mathcal {B}}}が存在し、
{\displaystyle \mathrm {St} (A,{\mathcal {A}})\subset B}
となる事をいう。
定義 (被覆による一様構造の定義) ― 集合X上の一様構造とは、X上の被覆の集合{\displaystyle {\mathfrak {U}}\neq \emptyset }で以下の性質を満たすものの事をいい、{\displaystyle {\mathfrak {U}}}の元をXの一様被覆（英: uniform cover）という：
- 任意の{\displaystyle {\mathcal {A}},{\mathcal {B}}\in {\mathfrak {U}}}に対し、ある{\displaystyle {\mathcal {C}}\in {\mathfrak {U}}}で{\displaystyle {\mathcal {A}}}、{\displaystyle {\mathcal {B}}}双方の星型細分になっているものが存在する。
- Xの任意の被覆{\displaystyle {\mathcal {A}}}に対し{\displaystyle {\mathcal {A}}}の細分で{\displaystyle {\mathfrak {U}}}の元になっているものがあれば{\displaystyle {\mathcal {A}}\in {\mathfrak {U}}}である。

#### 同値性
被覆による一様構造の定義と区別するため、本項でこれまで扱ってきた一様構造の定義を対角線による一様構造の定義と呼ぶ事にすると、この２つの一様構造の定義はいわば「同値」であり、対角線による定義から被覆による定義を導け、その逆も導ける。
Xを集合とし、{\displaystyle {\mathcal {U}}}を対角線によるX上の一様構造とするとき、
{\displaystyle {\mathfrak {B}}:=\{U[x]\mid U\in {\mathcal {U}},x\in X\}}
とし、
{\displaystyle {\mathfrak {U}}:=\{{\mathcal {A}}~:~}Xの被覆 {\displaystyle \mid {\mathcal {A}}}の細分で{\displaystyle {\mathfrak {B}}}に属するものが存在する{\displaystyle \}}
とすると、{\displaystyle {\mathfrak {U}}}は被覆による一様構造になる。

逆に{\displaystyle {\mathfrak {U}}}を被覆によるX上の一様構造とするとき、
{\displaystyle {\mathcal {B}}:=\{\bigcup _{A\in {\mathcal {A}}}A\times A\mid {\mathcal {A}}\in {\mathfrak {U}}\}}
とし、
{\displaystyle {\mathcal {U}}:=\{U\subset X\times X\mid \exists B\in {\mathcal {B}}~:~B\subset U\}}
とすると、{\displaystyle {\mathcal {U}}}は対角線によるX上の一様構造になる。

## 具体例
本項ではすでに一様構造の具体例として擬距離から定まる一様構造を見たが、本節ではさらに以下の具体例を見る：
- 位相群から定まる一様構造
- 密着一様構造
- 離散一様構造

位相群から定まる一様構造については、特に重要なのは位相ベクトル空間を加法に関して位相群とみなした場合である。任意の位相群に一様構造が定まるので、特に位相ベクトル空間に対して一様構造が定まる事になる。後述するように一様空間上では完備性のような解析学で必須となる性質が定義できるので、有益である。
残りの２つは位相構造における密着位相、離散位相にそれぞれ対応するもので、これらの一様構造が定める位相はそれぞれ密着位相、離散位相に一致する。
もっと重要な例として（１つの擬距離ではなく）複数の擬距離の集合から定まる一様構造が具体例として挙げられる。後述するように、擬距離の集合から一様構造が定まるだけでなく、逆に任意の一様構造は何らかの擬距離の集合から定まる事を示す事ができる。この具体例については節を改めて詳しく調べる。

### 位相群
本節では位相群に一様構造が入る事を見る。
定理・定義 ― {\displaystyle (G,{\mathcal {O}})}を位相群とする。Gの単位元eの開近傍
{\displaystyle O\in {\mathcal {O}}_{e}}に対し、
{\displaystyle O_{L}=\{(x,y)\in G^{2}\mid x^{-1}y\in O\}}、{\displaystyle O_{R}=\{(x,y)\in G^{2}\mid xy^{-1}\in O\}}
と定義すると、
{\displaystyle {\mathcal {B}}_{L}=\{O_{L}\mid O\in {\mathcal {O}}_{e}\}}、{\displaystyle {\mathcal {B}}_{R}=\{O_{R}\mid O\in {\mathcal {O}}_{e}\}}
はいずれも一様構造の基底となる。{\displaystyle {\mathcal {B}}_{L}}、{\displaystyle {\mathcal {B}}_{R}}を基底とする一様構造{\displaystyle {\mathcal {L}}}、{\displaystyle {\mathcal {R}}}をそれぞれGの左一様構造（英: left unifomity）、右一様構造（英: right unifomity）という。
さらに{\displaystyle {\mathcal {L}}\cup {\mathcal {R}}}を準基底とする一様構造{\displaystyle {\mathcal {T}}}が存在し、これを両側一様構造（英: two-sided unifomity）という。
これら３つの一様構造の定める位相構造はもとの位相構造と一致する：
定理 ― 
上と同様に記号を定義するとき、{\displaystyle {\mathcal {L}}}、{\displaystyle {\mathcal {R}}}、{\displaystyle {\mathcal {T}}}が定める位相構造はいずれも{\displaystyle {\mathcal {O}}}と一致する。
特別な名称はないものの{\displaystyle {\mathcal {L}}\cap {\mathcal {R}}}によって生成される一様構造も考える事ができる。
{\displaystyle {\mathcal {L}}}、{\displaystyle {\mathcal {R}}}はそれぞれ左不変、右不変な擬距離の集合により特徴づける事ができるがこれについては後述する。

### 密着一様構造と離散一様構造
本節では位相空間における密着位相、離散位相と同様、一様空間でも密着一様構造、離散一様構造が定義できる事を見る。
定義・定理 (密着一様構造) ― Xを集合とするとき、一元集合
{\displaystyle \{X\times X\}}
は一様構造の公理を満たす。この一様構造を密着一様構造（英: indiscrete uniformity）という。密着一様構造が定める位相は密着位相と一致する。
定義・定理 (離散一様構造) ― Xを集合とし、{\displaystyle \Delta _{X}=\{(x,x)\in X\times X\}}をX × Xの対角線とする。このとき、対角線を含む全ての部分集合の集合
{\displaystyle \{U\subset X\times X\mid U\supset \Delta _{X}\}}
は一様構造の公理を満たす。この一様構造を離散一様構造（英: discrete uniformity）という。離散一様構造が定める位相は離散位相と一致する。
密着一様構造はX × X上恒等的に0になる擬距離から定まる一様構造と一致し、離散一様構造は離散距離
{\displaystyle d(x,y)={\begin{cases}0&{\text{if }}x=y\\1&{\text{otherwise}}\end{cases}}}
から定まる一様構造と一致する。しかし下記に示すように、X上に離散位相を定める距離dであっても、dから定まる一様構造が離散一様構造ではないケースが存在する：
具体例 ― 
整数の集合{\displaystyle \mathbb {Z} }に距離
{\displaystyle d(x,y)=|\arctan(x)-\arctan(y)|}
を入れると、dから定まる一様構造は離散一様構造ではないが、dから定まる位相は離散位相である。

## 擬距離の集合から定まる一様構造
集合X上の1つの擬距離から一様構造が定まる事をすでに見たが、本節ではより一般にX上の複数の擬距離の集合から一様構造を定める事ができる事を見る。後述するように、逆に任意の一様構造は何らかの擬距離の集合から定まる事を示す事ができるので、この一般化は非常に重要であり、本節の後半でその性質を詳しく調べる。

### 定義
定義・定理 (擬距離の集合から定まる一様構造) ― Xを集合とし{\displaystyle D}をX上定義された擬距離の集合とする。このとき、任意のd ∈ Dに対して
{\displaystyle d~:~X\times X\to \mathbb {R} }
が（X×Xに直積一様構造を入れた際に）一様連続となる最も小さいX上の一様構造が存在する。
この一様構造を擬距離の集合Dによって定まるX上の一様構造（英: uniformity determined by D）という。
以上で定義された一様構造はより具体的に書き表す事ができる。d ∈ D、{\displaystyle r\in \mathbb {R} _{>0}}に対し、
{\displaystyle U_{d,r}:=\{(x,y)\in X\times Y\mid d(x,y)<r\}}
とすると、{\displaystyle {\mathcal {S}}_{d}=\{U_{d,r}\mid r\in \mathbb {R} _{>0}\}}はX上の前一様構造となっている。前一様構造の和集合は前一様構造だったので、{\displaystyle {\mathcal {S}}=\{U_{d,r}\mid d\in D,r\in \mathbb {R} _{>0}\}}も前一様構造であり、{\displaystyle {\mathcal {S}}}が生成する一様構造はDが定める一様構造と一致する。
なお、集合X上の擬距離の集合{\displaystyle D}の事をゲージ（英: gauge）と呼び、XとゲージDの組(X, D)の事をゲージ空間（英: gauge space）と呼ぶことがあるが、書籍によってこの言葉の意味が異なるので注意が必要である。Schechterでは上述したように集合X上の任意の擬距離の集合をゲージと呼んでいるが、Kellyではより狭い意味で用いており、KellyにおけるゲージとはX上の何らかの一様構造{\displaystyle {\mathcal {U}}}で一様連続となる全ての擬距離の集合の事である。

### 一様構造を定める擬距離の集合
任意の一様構造は必ず擬距離の集合から定まる：
定理 (一様構造は必ず擬距離の集合から定まる) ― Xを集合とし、{\displaystyle {\mathcal {U}}}をX上の任意の一様構造とする。このとき
{\displaystyle d~:~X\times X\to \mathbb {R} }
が一様連続となるX上の擬距離dの集合を{\displaystyle D_{\mathcal {U}}}とすると、{\displaystyle {\mathcal {U}}}は{\displaystyle D_{\mathcal {U}}}によって定まるX上の一様構造と一致する。
なお同様の事はが準一様構造についても成り立つ。すなわち集合X上の任意の準一様構造{\displaystyle {\mathcal {Q}}}に対し、準擬距離（英: quasi-pseudometric）の集合Dが存在し、{\displaystyle {\mathcal {Q}}}はDから定まる準一様構造に一致する。
上述の定理の系として、以下の事実も従う：
系 ― 任意の一様空間は擬距離空間から定まる一様空間の直積の部分集合と一様同型である。
与えられた擬距離が{\displaystyle D_{\mathcal {U}}}に属するか否かは以下のように判別できる：
定理 (擬距離と一様構造の両立条件) ― 一様空間{\displaystyle (X,{\mathcal {U}})}上の擬距離{\displaystyle d~:~X\times X\to \mathbb {R} }が一様連続になる必要十分条件は、任意のr > 0に対し
{\displaystyle U_{d,r}:=\{(x,y)\in X\times Y\mid d(x,y)<r\}}
が{\displaystyle {\mathcal {U}}}の元になる事である。

### 擬距離の集合が同一の一様構造を定める為の条件
以上で示したように、集合X上の擬距離の集合は一様構造を定め、逆に一様構造から擬距離の集合が定まる。しかし擬距離の集合と一様構造との対応は「単射」ではなく、相異なる２つの擬距離の集合D、Eが同一の一様構造{\displaystyle {\mathcal {U}}}を定める事もある。しかしこうした集合D、Eは必ず最大の擬距離の集合{\displaystyle D_{\mathcal {U}}}の部分集合になる事が、前述の定理から明らかに従う：
系 ― {\displaystyle (X,{\mathcal {U}})}を一様空間とし、{\displaystyle D_{\mathcal {U}}}を{\displaystyle {\mathcal {U}}}に関して一様連続な擬距離全体の集合とする。
このとき、X上の擬距離の集合Eで、Eが定める一様構造が{\displaystyle {\mathcal {U}}}に一致するものとすると、Eは{\displaystyle D_{\mathcal {U}}}の部分集合である。

より直接的に、擬距離の集合D、Eが同一の一様構造を定める為の必要十分条件をネットの収束性に着目する事で定式化できる。そのためにまず記号を定義する：
記号の定義 ― Xを集合とし、DをX上定義された擬距離の集合とし、さらに{\displaystyle (x_{\lambda },x'_{\lambda })_{\lambda \in \Lambda }}をX×X上のネットとする。このとき、
{\displaystyle \forall d\in D~:~d(x_{\lambda },x'_{\lambda })\to 0}
の事を
{\displaystyle D(x_{\lambda },x'_{\lambda })\to 0}
と略記する。
上の記号において、収束の速度がd ∈ D毎に異なる事を許容している事に注意されたい。すなわちあるd ∈ Dに対しては{\displaystyle d(x_{\lambda },x'_{\lambda })<\varepsilon }であっても別のd' ∈ Dに対しては{\displaystyle d(x_{\lambda },x'_{\lambda })\geq \varepsilon }となる事も起こりうる。よって特に{\displaystyle \sup _{d\in D}d(x_{\lambda },x'_{\lambda })}は（仮にsupが有限値であっても）0に収束するとは限らない。
擬距離の集合が同一の一様構造を定める条件 ― Xを集合とし、D、EをX上定義された擬距離の集合とする。
このとき、D、Eが同一の一様構造を定める必要十分条件はX×X上の任意のネット{\displaystyle (x_{\lambda },x'_{\lambda })_{\lambda \in \Lambda }}に対し、
{\displaystyle D(x_{\lambda },x'_{\lambda })\to 0\iff E(x_{\lambda },x'_{\lambda })\to 0}
が成立する事である。
擬距離の集合が同一の一様構造を定める条件 ― Xを集合とし、D、EをX上定義された擬距離の集合とする。
このとき、D、Eが同一の一様構造を定める必要十分条件はX×X上の任意のネット{\displaystyle (x_{\lambda },x'_{\lambda })_{\lambda \in \Lambda }}に対し、
{\displaystyle D(x_{\lambda },x'_{\lambda })\to 0\iff E(x_{\lambda },x'_{\lambda })\to 0}
が成立する事である。
擬距離の集合D、Eが同一の一様構造を定めるとき、D、Eは一様同値（英: uniformly equivalent）であるという。
擬距離の任意の集合Dは一様有界な擬距離の集合と必ず同値になる：
定理 ― Xを集合とし、DをX上定義された擬距離の集合とする。さらに任意の擬距離dに対し、
{\displaystyle d_{*}(x,y):=\arctan(d(x,y))}
と定義する。このとき、Dは
{\displaystyle E=\{d_{*}\mid d\in D\}}
と一様同値である。しかもEは以下の意味で一様有界である
{\displaystyle \sup\{d_{*}(x,y)\mid x,y\in X,d_{*}\in E\}<\infty }

### 擬距離化可能性・距離化可能性
これまで擬距離の集合により定まる一様構造について述べてきたが、一様構造がただ一つの（擬）距離から定まる条件を特徴づける事もできる：
定義・定理 (擬距離化可能性・距離化可能性) ― 集合X上の一様構造{\displaystyle {\mathcal {U}}}がただ一つの擬距離dからなる集合{\displaystyle \{d\}}から定まっているとき、{\displaystyle {\mathcal {U}}}は擬距離化可能であるという。特にdが距離であれば距離化可能であるという。
一様構造{\displaystyle {\mathcal {U}}}が擬距離化可能である必要十分条件は{\displaystyle {\mathcal {U}}}の可算な部分集合{\displaystyle {\mathcal {B}}\subset {\mathcal {U}}}で、以下を満たすものが存在する事である：
{\displaystyle \forall U\in {\mathcal {U}}\exists B\in {\mathcal {B}}~:~B\subset U}
また{\displaystyle {\mathcal {U}}}が擬距離化可能で、しかも{\displaystyle {\mathcal {U}}}が定める位相がハウスドルフであれば、{\displaystyle {\mathcal {U}}}は距離化可能である。
なお、一様構造自身の距離化可能性と一様構造が定める位相の距離化可能性は必ずしも一致せず、一様構造自身が距離化可能ではないのに、一様構造が定める位相の距離化可能な場合がある。

### 可算個の擬距離により定まる場合
可算個の擬距離の集合から定まる一様構造は擬距離化可能である：
定理 ― Xを集合とし、{\displaystyle D=\{d_{i}\mid i\in \mathbb {N} \}}を集合X上の可算個の擬距離の集合とし、{\displaystyle {\mathcal {U}}_{D}}をDにより定まる一様構造とする。このとき、X上の擬距離を
{\displaystyle d(x,y)=\sum _{i\in \mathbb {N} }2^{-i}\arctan(d_{i}(x,y))}
と定義すると、{\displaystyle {\mathcal {U}}_{D}}はdにより定まる一様構造と一致する
上記の定理は特に可算個の擬距離空間の直積を考える場合に重要である。直積{\displaystyle P=\prod _{i\in \mathbb {N} }X_{i}}には直積一様構造が定まるが、上の定理からこの一様構造が擬距離から定まる事がわかる。実際、Xi上の擬距離diとXiへの射影πiの合成によりP上の擬距離{\displaystyle d'_{i}(x,y):=d_{i}(\pi _{i}(x),\pi _{i}(x))}を定義して、これら可算個の擬距離から上の定理のように1つの擬距離dを定めると、P上の直積一様構造がdの定める一様構造と一致することがわかる。

### 一様連続性の擬距離による特徴づけ
一様連続性を擬距離の集合を使う事で特徴づける事もできる。この特徴づけにより、上述の一様連続性の定義は義距離空間における一様連続性の定義の自然な一般化になっている事が確認できる。
定理 (一様連続性の特徴づけ) ― X、Yを集合とし、D、EをそれぞれX、Y上で定義された擬距離の集合とし、{\displaystyle {\mathcal {U}}}、{\displaystyle {\mathcal {V}}}をそれぞれD、EがX、Y上に定める一様構造とする。
このとき写像{\displaystyle f~:~X\to Y}に対して以下は同値である：
- {\displaystyle f~:~(X,{\mathcal {U}})\to (Y,{\mathcal {V}})}は一様連続
- X × X上の任意のネット{\displaystyle (x_{\lambda },x'_{\lambda })_{\lambda \in \Lambda }}に対し、

{\displaystyle D(x_{\lambda },x'_{\lambda })\to 0\Rightarrow E(f(x_{\lambda }),f(x'_{\lambda }))\to 0}
- 任意のε>0と任意の{\displaystyle e\in E}に対し、あるδ>0とある有限部分集合{\displaystyle D'\subset D}が存在し、全てのx1, x2∈Xに対し、

{\displaystyle \max _{d\in D'}d(x_{1},x_{2})<\delta \Rightarrow e(f(x_{1}),f(x_{2}))<\epsilon }
- 任意のe∈Eに対し、ある有限部分集合D'⊂Dとμ(0)=0を満たすある単調増加な連続写像{\displaystyle \mu ~:~\mathbb {R} _{\geq 0}\to \mathbb {R} _{\geq 0}}が存在し、全てのx1, x2∈Xに対し、

{\displaystyle e(f(x_{1}),f(x_{2}))\leq \mu (\max _{d\in D'}d(x_{1},x_{2}))}

### 位相群上の一様構造の擬距離による特徴づけ
位相群G上の左一様構造{\displaystyle {\mathcal {L}}}および右一様構造{\displaystyle {\mathcal {R}}}は以下のようにも特徴づけられる：
定理 ― 上と同様に記号を定義するとき、{\displaystyle {\mathcal {L}}}は左不変な擬距離全体の集合が定める一様構造と一致する。
同様に{\displaystyle {\mathcal {R}}}は右不変な擬距離全体の集合が定める一様構造と一致する。
上記の定理は位相群の一様構造が左不変もしくは右不変な擬距離で定まる事を示しているが、特に位相ベクトル空間の場合はこれらの擬距離がセミノルムから定まるものなのかが重要となり、これについては以下の定理が知られている。
定理 (Birkhoff-Kakutani-Minkowskiの定理) ― {\displaystyle (V,{\mathcal {O}})}を{\displaystyle \mathbb {R} }もしくは{\displaystyle \mathbb {C} }上の位相ベクトル空間とする。
{\displaystyle {\mathcal {O}}}がセミノルムの族から定まる必要十分条件は、{\displaystyle {\mathcal {O}}}が局所凸である事である。
位相ベクトル空間{\displaystyle (V,{\mathcal {O}})}の位相{\displaystyle {\mathcal {O}}}がセミノルムから定まっていれば、{\displaystyle (V,{\mathcal {O}})}の一様構造も同じセミノルムの族から定まる事を容易に示せる。なお、局所凸でない場合もF-ノルムは定義可能である。

## 完備性と完備化
本節ではまず、位相空間における点列概念の２つの一般化であるネットとフィルターに対し、コーシー列の概念の一般化であるコーシーネットの概念とコーシーフィルターの概念を定義し、これらをベースにして一様空間の完備性を定義し、最後の一様空間の完備化を扱う。

### コーシーネット・コーシーフィルター
定理・定義 (コーシーネット) ― {\displaystyle (X,{\mathcal {U}})}を一様空間とし、DをX上の擬距離の集合でDが定める一様構造が{\displaystyle {\mathcal {U}}}と一致するものとし、さらに{\displaystyle (x_{\lambda })_{\lambda \in \Lambda }}をX上のネットとする。このとき以下の条件は全て同値であり、以下の条件の少なくとも一つ（したがって全て）を満たすとき、ネット{\displaystyle (x_{\lambda })_{\lambda \in \Lambda }}はコーシーネットであるという：
- 任意の近縁{\displaystyle U\in {\mathcal {U}}}に対し、あるλ0∈Λが存在し、{\displaystyle \lambda ,\tau \geq \lambda _{0}}を満たす全てのλ, τ∈Λに対し、{\displaystyle (x_{\lambda },x_{\tau })\in U}
- 任意の近縁{\displaystyle U\in {\mathcal {U}}}に対し、あるλ0∈Λが存在し、{\displaystyle \lambda \geq \lambda _{0}}を満たす全てのλ∈Λに対し、{\displaystyle x_{\lambda }\in U[x_{\lambda _{0}}]}
- 任意のd∈Dと任意のε>0に対し、あるλ0∈Λが存在し、{\displaystyle \lambda ,\tau \geq \lambda _{0}}を満たす全てのλ, τ∈Λに対し、{\displaystyle d(x_{\lambda },x_{\tau })<\varepsilon }

定理・定義 (コーシーフィルター) ― {\displaystyle (X,{\mathcal {U}})}を一様空間とし、DをX上の擬距離の集合でDが定める一様構造が{\displaystyle {\mathcal {U}}}と一致するものとし、さらに{\displaystyle {\mathcal {F}}}をX上のフィルターとする。このとき以下の２条件は同値であり、以下の条件の少なくとも一つ（したがって両方）を満たすとき、フィルター{\displaystyle {\mathcal {F}}}はコーシーフィルターであるという：
- 任意の近縁{\displaystyle U\in {\mathcal {U}}}に対し、ある{\displaystyle F\in {\mathcal {F}}}が存在し、{\displaystyle F\times F\subset U}
- 任意のd∈Dと任意のε>0に対し、ある{\displaystyle F\in {\mathcal {F}}}が存在し、{\displaystyle \sup _{x,y\in F}d(x,y)<\varepsilon }

### 完備性
定理・定義 (一様空間の完備性) ― 一様空間{\displaystyle (X,{\mathcal {U}})}に対し以下の２条件は同値である。{\displaystyle (X,{\mathcal {U}})}が以下の条件の少なくとも一方（したがって両方）を満たすとき、{\displaystyle (X,{\mathcal {U}})}は完備であるという。
- X上の任意のコーシーネットは少なくとも１つ極限を持つ
- X上の任意のコーシーフィルターは少なくとも１つ極限を持つ

ここで収束は{\displaystyle {\mathcal {U}}}が定める位相における収束である。
上で「少なくとも１つ極限を持つ」という言い方をしているのは、{\displaystyle {\mathcal {U}}}が定める位相構造がハウスドルフでない限り、ネットやフィルターの収束の一意性は保証されないからである。なお擬距離空間においては完備性は「コーシー列（＝点列でコーシーなもの）は少なくとも１つ極限を持つ」という事と同値であるが、一般の一様空間の場合は必ずしも同値ではない。
定理・定義 (一様空間の完備化) ― {\displaystyle (X,{\mathcal {U}})}を一様空間とする。このとき完備な一様空間{\displaystyle ({\bar {X}},{\bar {\mathcal {U}}})}と単射{\displaystyle \iota ~:~X\to {\bar {X}}}が存在し、単射{\displaystyle \iota }によりXを{\displaystyle {\bar {X}}}の部分集合とみなすと、{\displaystyle {\mathcal {U}}}が{\displaystyle {\bar {\mathcal {U}}}}の部分一様構造になっているものが存在する。この{\displaystyle {\bar {X}}}（と{\displaystyle \iota }の組）をXの完備化（英: completion）という。
さらに{\displaystyle {\bar {D}}}を{\displaystyle {\bar {X}}}上の擬距離の集合で{\displaystyle {\bar {D}}}が定める一様構造が{\displaystyle {\bar {\mathcal {U}}}}と一致するものとするとし、Dを{\displaystyle {\bar {D}}}に属する擬距離をXに制限したものの集合とするとき、Dの定める一様構造は{\displaystyle {\mathcal {U}}}に一致する。
上記の定理の条件を満たす{\displaystyle {\bar {X}}}は必ずしも一意ではない。しかしXが定める位相がハウスドルフであれば一意である事が保証される。

### コーシー連続性
定理・定義 (コーシー連続性) ― {\displaystyle f~:~X\to Y}を一様空間Xから一様空間Yへの写像とするとき、以下の２条件は同値である。以下の２条件の少なくとも１つ（したがって両方）を満たすとき、fはコーシー連続（英: Cauchy continuous）であるという：
- X上の任意のコーシーネット{\displaystyle (x_{\lambda })_{\lambda \in \Lambda }}のfによる像は{\displaystyle (f(x_{\lambda }))_{\lambda \in \Lambda }}はコーシーネットである。
- X上の任意のコーシーフィルター{\displaystyle {\mathcal {F}}}のfによる像は{\displaystyle f({\mathcal {F}})}はコーシーフィルターである。

定理 ― {\displaystyle f~:~X\to Y}を一様空間Xから一様空間Yへの写像とするとき、以下が成立する：
- fは一様連続⇒fはコーシー連続⇒fは連続[45]
- Xが完備であればfのコーシー連続性とfは連続性は同値である[45]。
- Xを（完備とは限らない）一様空間とし、{\displaystyle {\bar {X}}}をその完備化とし、Yを完備な一様空間とし、さらに{\displaystyle f~:~X\to Y}をコーシー連続な関数とすると、連続関数{\displaystyle {\bar {f}}~:~{\bar {X}}\to Y}で{\displaystyle {\bar {f}}\mid _{X}=f}となるものが存在する[45]。

## 一様収束性
本節では集合Xから一様空間{\displaystyle (Y,{\mathcal {U}})}への写像全体の集合F(X,Y)に一様構造が入る事を見る。この一様構造がF(X,Y)に定める位相におけるネットの収束をネットの一様収束という。本節では一様収束のいくつかの関連概念をまとめて扱うため、Xの部分集合の集合{\displaystyle {\mathcal {S}}}を考え、「{\displaystyle {\mathcal {S}}}の元に関する一様収束」という概念を導入する。具体的には{\displaystyle {\mathcal {S}}}として以下の３種類を考える：
1. {\displaystyle {\mathcal {S}}=\{X\}}
2. {\displaystyle {\mathcal {S}}=\{X}の一点集合{\displaystyle \}}
3. {\displaystyle {\mathcal {S}}=\{X}のコンパクトな部分集合{\displaystyle \}}

最後のものに関してはXに位相構造が入っている事を仮定している。通常の一様収束は最初のものであり、２番目は各点収束、３番目はコンパクト収束である。
定義・定理 (一様収束性(の一様構造、位相構造)) ― Xを集合とし、{\displaystyle {\mathcal {S}}}をXの部分集合の集合とし、{\displaystyle (Y,{\mathcal {U}})}を一様空間とし、Dを{\displaystyle {\mathcal {U}}}を定める擬距離の集合とする。さらにF(X,Y)をXからYへの写像全体の集合とする。
さらに{\displaystyle S\in {\mathcal {S}}}、{\displaystyle U\in {\mathcal {U}}}に対し、
{\displaystyle W(U,S):=\{(f,g)\in F(X,Y)^{2}\mid \forall x\in S~:~(f(x),g(x))\in U\}}
とする。このとき
{\displaystyle \{W(U,S)\mid S\in {\mathcal {S}},U\in {\mathcal {U}}\}}
が生成するF(X,Y)上の一様構造を{\displaystyle {\mathcal {S}}}の元に関する一様収束の一様構造（英: uniformity of uniform convergence on members of {\displaystyle {\mathcal {S}}}）といい、この一様構造がF(X,Y)に定める位相を{\displaystyle {\mathcal {S}}}の元に関する一様収束の位相構造（英: topology of uniform convergence on members of {\displaystyle {\mathcal {S}}}）といい、さらにこの位相におけるネットの収束を{\displaystyle {\mathcal {S}}}の元に関する一様収束（英: uniform convergence on members of {\displaystyle {\mathcal {S}}}）という。
特に、{\displaystyle {\mathcal {S}}}の元に関する一様収束（の一様構造、位相構造）において、
1. {\displaystyle {\mathcal {S}}=\{X\}}のとき、単に一様収束（の一様構造、位相構造）という。
2. {\displaystyle {\mathcal {S}}=\{X}の一点集合{\displaystyle \}}のとき、各点収束（の一様構造、位相構造）という。
3. {\displaystyle {\mathcal {S}}=\{X}のコンパクトな部分集合{\displaystyle \}}のときコンパクト収束（の一様構造、位相構造）という。

{\displaystyle {\mathcal {S}}}の元に関する一様収束の一様構造は以下のように擬距離により特徴づける事が可能である。よって特に擬距離空間においては我々の考えている一様収束音概念が通常の一様収束の概念と一致する事がわかる：
定理 (擬距離の集合による一様収束性の一様構造の特徴づけ) ― Xを集合とし、{\displaystyle {\mathcal {S}}}をXの部分集合の集合とし、{\displaystyle (Y,{\mathcal {U}})}を一様空間とし、Dを{\displaystyle {\mathcal {U}}}を定める擬距離の集合とする。
{\displaystyle S\in {\mathcal {S}}}、{\displaystyle d\in D}に対し、F(X,Y)上の擬距離d*を
{\displaystyle d_{*}(f,g):=\sup _{x\in S}d(f(x),g(x))}
により定義する。このとき、擬距離の集合
{\displaystyle \{d_{*}\mid d\in D\}}
によりF(X,Y)上に定まる一様構造は{\displaystyle {\mathcal {S}}}の元に関する一様収束の一様構造は以下の一様構造と一致する。
コンパクト収束に関しては以下が成立する：
定理 ― コンパクト収束の位相構造はコンパクト開位相と一致する。
一様収束の一様構造は以下の性質を満たす： 
定理 ― 　
- 任意の{\displaystyle {\mathcal {S}}}に対し、{\displaystyle (Y,{\mathcal {U}})}が完備であれば、F(X,Y)上の{\displaystyle {\mathcal {S}}}の元に関する一様収束の一様構造は完備である[46]。
- Xが位相空間の場合、XからYへの連続写像全体の集合C(X,Y)はF(X,Y)の閉集合である[46]。よって特に{\displaystyle (Y,{\mathcal {U}})}が完備であれば、{\displaystyle {\mathcal {S}}}の元に関する一様収束の一様構造は完備である[46]。
- ネット{\displaystyle (f_{\lambda })_{\lambda \in \Lambda }}が{\displaystyle {\mathcal {S}}}の元に関してfに一様収束する必要十分条件は、{\displaystyle (f_{\lambda })_{\lambda \in \Lambda }}が{\displaystyle {\mathcal {S}}}の元に関してfにコーシー収束し、しかも{\displaystyle (f_{\lambda })_{\lambda \in \Lambda }}がfに各点収束する事である[46]。

## 同程度連続性とアスコリ＝アルツェラの定理
定義 (同程度連続性) ― Xを位相空間、{\displaystyle (Y,{\mathcal {U}})}を一様空間とし、ΦをXからYへの関数の集合とする。このとき以下の２つは同値であり、Φが以下の性質の一方（したがって両方）を満たす事を同程度連続であるという：
1. 任意のx ∈ Xと任意の{\displaystyle U\in {\mathcal {U}}}に対し、xの近傍Vが存在し、任意のf∈Φと任意のy∈Yに対し、{\displaystyle (f(x),f(y))\in U}
2. 任意のx ∈ Xに対し、{\displaystyle \rho _{x}~:~F\to Y}を{\displaystyle \rho _{x}(f)=f(x)}と定義するとき、{\displaystyle x\in X\mapsto \rho _{x}\in F(\Phi ,Y)}は一様連続である。

上の2における一様連続性は、ΦにはF(X,Y)に一様収束の一様構造を入れたものをΦに制限した一様構造を入れ、F(Φ,Y)にはΦからYへの写像全体の集合に入る一様収束に関する一様構造を入れたときのものである。
定理 (同程度連続性の擬距離の集合による特徴づけ) ― X、{\displaystyle (Y,{\mathcal {U}})}、Φを上の定理と同様に取り、DをY上の擬距離の集合でDが定める一様構造が{\displaystyle {\mathcal {U}}}に一致するものとする。このとき、Φが同程度連続である必要十分条件は任意のx ∈ Xと任意のd ∈ Dと任意のε > 0に対し、xの近傍Vが存在し、任意のf∈Φと任意のy∈Yに対し、
{\displaystyle d(f(x),f(y))<\varepsilon }
が成立する事である：
定理 (アスコリ＝アルツェラの定理) ― Xを位相空間、{\displaystyle (Y,{\mathcal {U}})}を一様空間とし、C(X,Y)をXからYへの連続関数全体の集合とし、ΦをC(X,Y)の部分集合とする。
このとき
1. Φは同程度連続
2. 任意のx ∈ Xに対し、{\displaystyle \{f(x)\mid f\in \Phi \}}はYで相対コンパクト

であれば、ΦはC(X,Y)で相対コンパクトである。
Xが局所コンパクトであるかもしくは第一可算公理を満たす場合は、逆にΦがC(X,Y)で相対コンパクトであれば、1, 2を満たす。

## コンパクト性と全有界性

### コンパクトな位相空間上の一様構造
コンパクトな距離空間から距離空間への連続写像は必ず一様連続になる事が知られているが、この事実は一様空間に一般化できる：
定理 (コンパクトな一様空間からの連続写像は一様連続) ― X、Yを一様空間とし、Xが（X上の一様構造が定める位相に関して）コンパクトであるとする。このときXからYへの連続写像は必ず一様連続になる
上の定理から以下の重要な帰結が従う：
系 (コンパクトな一様空間からの連続写像は一様連続) ― {\displaystyle (X,{\mathcal {O}})}をコンパクトな位相空間とするとき、Xの一様構造{\displaystyle {\mathcal {U}}}で、{\displaystyle {\mathcal {U}}}が定める位相が{\displaystyle {\mathcal {O}}}と一致するものは（もし存在すれば）一意である。
なお（位相空間{\displaystyle (X,{\mathcal {O}})}がコンパクトであっても）{\displaystyle {\mathcal {O}}}を定める一様構造は常に存在するとは限らない。前述のようにそのような一様構造が存在する必要十分条件は{\displaystyle (X,{\mathcal {O}})}が完全正則である事である。しかし{\displaystyle (X,{\mathcal {O}})}がコンパクトな場合は正則ハウスドルフ性を満たせば完全正則である（ウリゾーンの補題）ので、{\displaystyle (X,{\mathcal {O}})}が正則ハウスドルフかつコンパクトであれば{\displaystyle {\mathcal {O}}}を定める一様構造が存在する。

### 全有界性とコンパクト
距離空間においてはコンパクト性と「全有界かつ完備」が同値になる事が知られているが、これは一様空間においても成立する。

これを見るためにまず一様空間における全有界性を定義する：
定義・定理 (一様空間における全有界性) ― {\displaystyle (X,{\mathcal {U}})}を一様空間とし、DをX上の擬距離の集合でDが定める一様構造が{\displaystyle {\mathcal {U}}}と一致するものとする。
このとき以下の条件は全て同値である。これらの条件の少なくとも１つ（したがって全て）を満たすとき、{\displaystyle (X,{\mathcal {U}})}は全有界(英: totally bounded)もしくはプレコンパクト(英: precompact)であるという。
- 任意の近縁{\displaystyle U\in {\mathcal {U}}}に対し、ある有限集合F∈Xが存在し、{\displaystyle \cup _{x\in F}U[x]=X}である。
- 任意の擬距離d∈Dと任意の実数ε>0に対し、Xの有限部分集合Fが存在し、{\displaystyle \cup _{x\in F}\{y\mid d(x,y)<\varepsilon \}=X}が成立する。
- X上の任意のネットは部分ネットでコーシーなものを持つ。

全有界を使うとコンパクト性は以下のように特徴づけられる。
定理 (一様空間におけるコンパクト性の特徴づけ) ― X を一様空間とするとき以下の3つは同値である。
1. X はコンパクトである。
2. X は全有界かつ完備である。

## 歴史
アンドレ・ヴェイユが1937年に一様構造の明示的な定義を与える以前は、一様概念は完備性同様に距離空間に付随するものとして扱われていた。ブルバキの著書『Topologie Générale』では近縁系を用いた一様構造の定義が与えられ、またジョン・テューキーは一様被覆での定義を与えた。ヴェイユはまた、擬距離の族を用いた一様空間の特徴づけも与えている。